# Los jueces de la Biblia (Gedeón y Sansón)
Los jueces de la Biblia (Gedeón y Sansón) (I grandi condottieri en italiano), es una película hispano-italiana dirigida por Francisco Pérez-Dolz y Marcello Baldi en el año 1965 y estrenada un año después.

## Estructura
La película se estructura en dos episodios, uno por cada uno de los dos conocidos jueces que relata la Biblia: Gedeón y Sansón. Ambos han sido elegidos por Dios y se encargan de liberar al pueblo de Israel de la tiranía de otros pueblos como los madianitas y los filisteos.

## Localizaciones
El rodaje se llevó a cabo en España (episodio de Gedeón) e Italia (episodio de Sansón).

## Argumento
El argumento se basa en el capítulo el Libro de los jueces de la Biblia.

## Ficha artística
- Ivo Garrani como Gedeón
- Maruchi Fresno como la mujer de Gedeón
- Anton Geesink como	Sansón
- Rosalba Neri como Dalila
- Giorgio Cerioni como el hijo de Gedeón
- Ana María Noé como la madre de Gedeón
- Luz Márquez como Gaza
- Barta Barri como Fara

## Sinopsis
El film se compone de dos episodios: "Gedeón" y "Sansón". Con Josué y los Jueces, el pueblo de Israel pasó, uno tras otro, largos años de opresión. Consciente, no obstante, de ser el pueblo elegido consideró a sus jefes como redentores enviados del cielo. Tales jefes o guías, conocidos con el nombre de "Jueces", cumplieron su misión de guías del pueblo israelita manteniendo encendida en él la llama de la fe. La historia de dos de ellos: Gedeón y Sansón, constituyó y ha constituido a lo largo de lo siglos un maravilloso ejemplo de cuanto fue aquella era extraordinaria de la historia bíblica, tan rica y abundante de acontecimientos y trama ambiental.